# نقش السفيرة

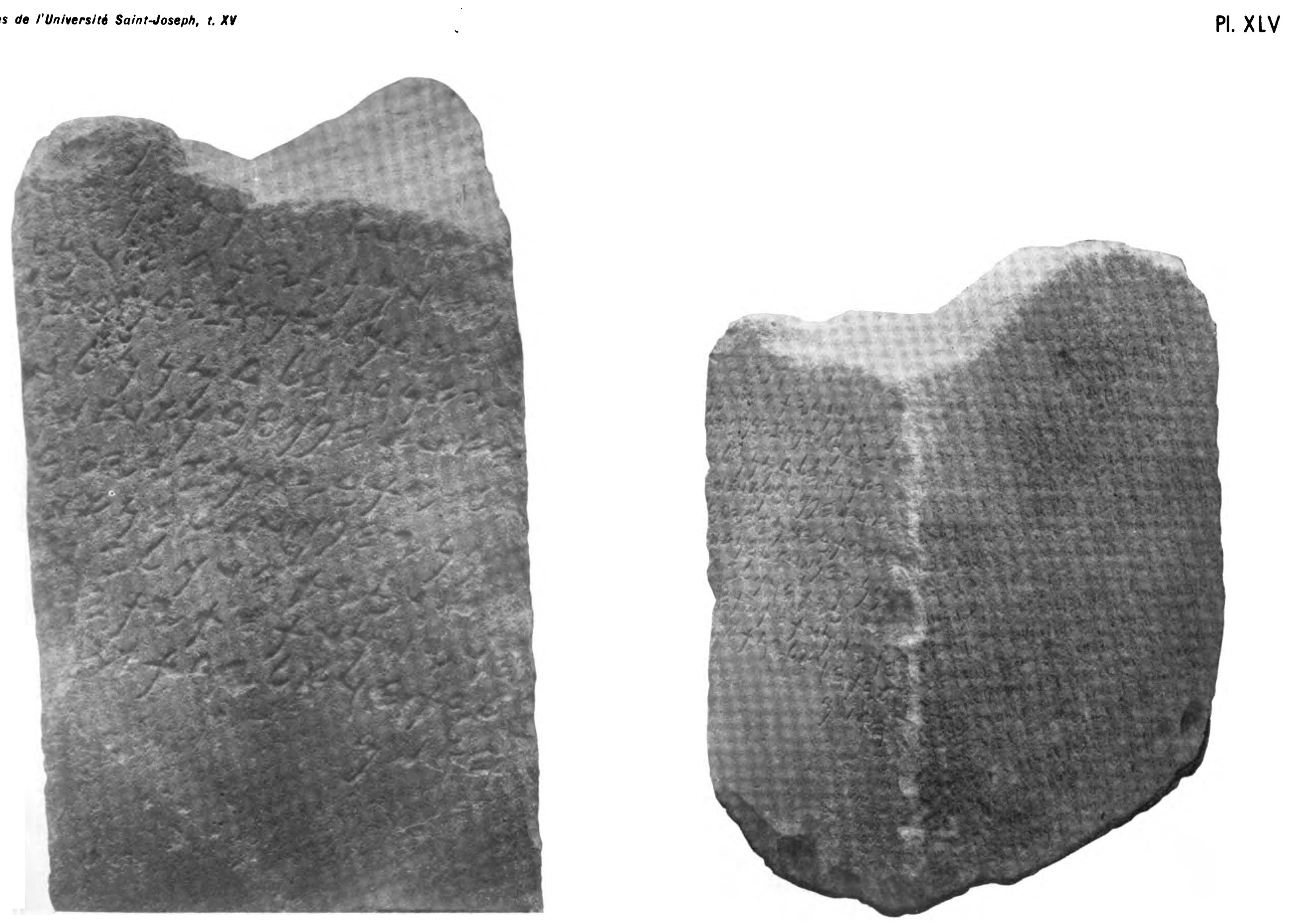
صورة لجزئين من أنصاب المعاهدة

نقش السفيرة هو نص معاهدة باللغة الآرامية بين برجايه ملك كتلك ومتيع ايل ملك ارفاد، وصلنا النص على ثلاث أنصاب بازلتية كل منها فيه عدة مقاطع. يعود إلى منطقة السفيرة بالقرب من حلب.

## اكتشاف النقش
في العام 1930 اشترى تجار آثار قطعتين من نصب أثري من موقع سوجين الذي يبعد 1.3 كم شمال شؤقي السفيرة، عليهما نص بالآرامية القديمة. أقتناهما لاحقًا متحف دمشق. وفي العام 1965 م. اقتنى متحف بيروت قطعة من نصب تبين أنها جزء من المعاهدة ويتمم القطعتين السابقتين، 

## تاريخ النقش
هناك اتفاق بين الباحثين على أن نص المعاهدة كتب في أواسط القرن الثامن ق.م (750- 740 ق.م)، وما يعزز هذا التقدير وجود معاهدة آشور نيراري الخامس (754- 745 ق.م) مع متي ايلو (متيع ايل) ملك ارفاد.

## قراءة وترجمة النقش
درس الباحث الفرنسي دوبون سومير النقشان في متحف دمشق، ونشرهما مع ستاركي عام 1960 م. ونشر دوبون سومير عام 1960م. نقش متحف بيروت كذلك. أعاد فيتزماير دراستها ونشرها عام 1967 م .
وقام الدكتور فاروق إسماعيل بنشرهما في اللغة العربية. 

## نقش السفيرة 1
الجزء الأول والمرئي منه 112 سطرًا موزعة على ثلاث مقاطع.ا، ب، ج

### السفيرة 1 (أ)
المرئي منه 42 سطرًا 
1. عهود برجايه ملك كتك مع متيع ايل بن عتر سمك ملك ارفاد وعهود
2. أبناء برجايه مع أبناء متيع ايل وعهود أبناء أبناء برجايه ونسله
3. مع نسل متيع ايل بن عتر سمك ملك ارفاد وعهود كتك مع وعهود
4. ارفاد وعهود سادة كتك مع عهود سادة ارفاد وعهود اتحاد …
5. ومع ارام كلها ومع مصر ومع أبنائه الذين يحكمون بعده ومع ملوك
6. كل آرام العليا والسفلى ومع كل داخل بيت الملك. والنصب مع هذا السفر
7. أقام و(كذلك) هذه العهود. والعهود هذه (هي) التي أبرمها برجايه قدام..
8. وملش وقدام مردوك وزرفنت وقدام بنو وتشمت وقدام إر ونوسك
9. وقدام نرجال ولص وقدام شمش ونور وقدام سن ونكال وقدام
10. نكار وكداه وقدام كل آلهة رحبه وادم [...] وقدام هدد حلب
11. وقدام سبتي وقدام ايل وعليون وقدام السماوات والأرض وقدام مياه اللجة
12. والينابيع وقدام النهار والليل شهودًا. (يا) كل آلهة كتك وارفاد
13. افتحوا عيونكم لرؤية عهود برجايه مع متيع ايل ملك
14. ارفاد. وإن يغدر مع متيع ايل بن عتر سمك ملك ارفاد ببرجايه
15. ملك كتك وإن يغدر نسل متيع ايل بنسل برجايه…
16. … وإن يغدر بنو جش […………………………………………………]
17. [……………………………………]من يم[………………………………]
18. [(سبع كباش ينزون على)] شاة فلا تحبل وسبع مرضعات يدهن أثداءهن و
19. ترضعن طفلًا فلا يشبع وسبع أفراس ترضعن مهرًا فلا يشبع وسبع
20. بقرات ترضعن عجلًا فلا يشبع وسبع شياه ترضعن حملًا فلا يشبع
21. وسبع دجاجات تنطلق للبحث عن الطعام فلا يقتلن(شيئًا)، وإن يغدر متيع ايل و
22. ابنه ونسله فلتكن مملكته كمملكة الرمل، مملكة الحلم التي يسودها آشور ليصب (عليها)
23. هدد كل ما هو شر في الأرض والسموات. وكل ما هو بلاء ويصب على ارفاد حجارة
24. برد. وسبع سنين يلتهم الجراد. وسبع سنين تأكل الديدان وسبع سنين
25. يعلو الطوى سطح أرضها فلا ينبت عشب ولا ترى خضرة ولا يرى
26. نباتها. ولا يسمع صوت الكنارة في ارفاد. ولتكن بين شعبها ضجة المرض وجلبة
27. الغازي والعويل. ولترسل الآلهة كل ما هو مفترس إلى ارفاد. ومن شعبها ليفترس فم
28. الحية وفم العقرب وفم الدب وفم النمر والسوس والقمل. ولا ترى
29. عليها قضبان. تُدمّر. لا ينمو نباتها. وتغدو ارفاد تلًا لربض
30. والظبي والثعلب والأرنب والهر والصدى و[…] والعقق. فلا تذكر هذه المدينة
31. ومدرا ومربه ومزه ومبله وشرن وتوام وبيت ايل وبينان و[…] وارنه
32. وحزر وادم. كما تهيج الشمعة هذه بالنار هكذا تهيج ارفاد وبناتها العظيمات
33. وليبذر فيها هدد ملحًا وجرجيرًا ولا تذمر (ارفاد) هذا اللص وهذه النفس
34. (أي) متيع ايل ونفسه هو كما تهيج الشمعة هذه بالنار هكذا يهيج متيع ايل بالنار
35. وكما تُكسر القوس والسهام أولاء هكذا يكسر انرت وهدد قوس متيع ايل
36. وقوس عظمائه. وكما يعور الرجل الشمعي هكذا يعور متيع ايل وكما
37. يُقطع هذا العجل هكذا يقطع متيع ايل ويقطع عظماؤه وكما تُعرى
38. الزانية هكذا تعرى نساء متيع ايل و نساء نسله ونساء عظمائه وكما
39. تؤخذ هذه المرأة الشمعية ويُضرب على خديها هكذا تؤخذ نساء متيع ايل[…]

### نقش السفيرة 1 (ب)
المرئي منه 45 سطرًا
(عهود برجايه كتلك مع متيع ايل بن عتر)
1. سمك ملك ارفاد و عهود أبناء برجايه مع أبناء متيع ايل و عهود
2. أبناء برجايه مع نسل متيع ايل و مع نسل كل ملك
3. يرقى ويحكم في مكانه ومع بني جش ومع بيت صلل ومع آرام
4. كلها. وعهود كتك ومع عهود ارفاد وعهود سادة كتك ومع
5. عهود سادة ارفاد ومع شعبها. وعهود آلهة كتك ومع عهود
6. آلهة ارفاد وعهود الآلهة أنفسها التي قررت بالخير ليحكم
7. برجايه إلى الأبد ملكًا عظيمًا. ومن العهود أولاء […..] والسموات والعهود
8. أولاء كل الآلهة يحمونها. ولا تسكت واحدة من كلمات هذا السفر
9. بل تسمع من عرقو حتى يأدي ونز. من لبنان حتى يبرود
10. ومن دمشق حتى عروومن […..] ومن البقاع حتى كتك
11. […..…..] بيت جش وشعبه مع أماكنهم. أولاء العهود
12. [………………………………………………] بمصر ومربه
13. [……………………………………………………] لمتيع ايل بن
14. [عتر سمك……………………………………………………………]
15. […..]لبيتكم. وليسمع متيع ايل ولا يسمع أبناؤه ولا يسمع شعبه
16. ولا يسمع كل الملوك الذين يحمون ارفاد […………………]
17. […..] غدرتم بكل آلهة العهود التي في هذا السفر. وإن
18. تسمعوا وتصونوا أولاء العهود. وتقل رجل العهود هو أنا. لا أستطيع
19. أن أرسل قوة ضدك. ولا يستطيع أبني أن يرسل قوة ضد أبنك. ونسلي ضد نسلك. وإن
20. كلمة يقل ضدي أحدُ الملوك أو أحد شانئي فتقل لأي ملك ما. ماذا يمكن أن تفعل
21. فيرسل قوة ضد أبني ويقتلونه.ويرسل قوته ويأخذ من أرضي أو من ثروتي (تكن قد) غدرت
22. بالعهود التي في هذا السفر. وإن يأتي أحد الملوك ويحاصرني يأت جيشك
23. إليمع كل رام للسهام وكل ما […..] وتطوق مطوقي. وتجر لي […..]
24. […..] وجثة أزيدن على جثة في ارفاد[…..] من أحد الملوك. وموت
25. […..]وإن في اليوم الذي الآلهة […..] لا تأتي بجيشك. وأنتم
26. لا تأتون بجيشكم لحماية بيتي. وإن نسلك لا يأتي لحماية نسلي
27. (تكن قد) غدرت بآلهة العهود التي في هذا السفر. و يفرون معي وأستطيع (حفظ) ماء
28. البئر […..] والبئر هذا كل من يحاصر لن يستطيع هدمه ولا إرسال قوة نحو ماء البئر
29. والملك الذي يتوغل ويأخذ لبكه أو [……...] الذي يأخذ […………..] بعه
30. […………..] لتدمير أنجده[…………..] في مدينة ايمام وإلا (تكن قد) غدرت
31. هذه […………..] وإن [………………...] ترسل […………………..…]
32. [………] وإن لا تهب طعامي[……...]ترفع. ولا تصبه(تكن قد) غدرت بهذه العهود
33. وأنت لا تستطيع أن ترفع طعامًا… يقول إليك فتبغي نفسك وتتحرك
34. [………] ولبيتك [………] لنفسي ولكل نفس في بيتي و لـ[………]
35. [………] ابنك. ولا يقطعون كلمة ملوك ارفاد منهم التي (هي) عهود حيوات
36. [………]ذلك الطل وذلك السّيح وذلك البلّ نترحم على نفسك
37. […………..…] معك. هكذا تقطع. وإن […………………………]
38. [………….…] يقوي بيتي[…………………………………………]
39. [………] ضد ابي أو ضد أحد مخصيي ويفر أجدهم ويأتي [………]

### نقش السفيرة 1 (ج)
المرئي منه 25 سطرًا
1. كذا قبلنا وكذا كتبنا. ما
2. ما كتبت أنا متيع ايل للذكرى
3. لابني ولاين ابني الذين
4. سيعتلون في أثري. لخيرٍ
5. ليعملوا تحت الشمس
6. لبيتي الملكي الذي أية خطيئة
7. لا تفتعل (فيه) ضد بيت
8. متيع ايل وابنه وابن ابنه حتى
9. الأبد […………………..]
10. لتحم الآلهة (ولتبعد الشر) من أيامه
11. ومن بيته ومن
12. لا يحم كلمات السفر الذي على النصب هذا
13. ويقل سأمحو من كلماته
14. أو سأقلب الخير وأقيم
15. شرًا. في اليوم الذي يفعل
16. هكذا لتقلب الآلهة(حال) المرء
17. ذلك وبيته وكل ما فيه
18. وليقيموا اسفله إلى
19. أعاليه. ولا يرث نسله
20. اسمًا

## نقش السفيرة 2
يتكون من 52 سطرًا موزعة على ثلاث مقاطع.ا، ب، ج

### نقش السفير 2 (ا)
يتكون من 14 سطرًا، والسطور الأخيرة من 10 إلى 14 مشوهة ولا يمكن ترجمتها. وعمومًا هذا الجزء بحالة سيئة وتقديرات الكلمات تعتمد على ما جاء في الجزء 1 (ا)
1. ترضعن مهرًا ولا يشبع وسبع بقرات ترضع عجلًا ولا يشبع وسبع
2. شياه ترضع حملًا ولا يشبع وسبع عنزات ترضع جديًا ولا يشبع
3. وسبع دجاجات تنطلق للبحث عن الطعام ولا يقتلن(شيئًا)، وإن يغدر ببرجايه و
4. بابنه وبنسله فلتكن مملكنه كمملكة الرمال واسمه ينسى ويصبح قبره
5. [………………………] وسبع سنوات شوك
6. [………………………] وسبع سنوات تصبح
7. [………………………] بين كل العظماء
8. [………………………] وأرضه وصراخه
9. [………………………] ويفترس فم الأسد وفم [……] وفم النمر [……]
10. [………………………] ه و[……]ف[……]ح[……]م[……]
11. [………………………] ا د[……] ب د ب […………….…]
12. [………………………] ا ز ي ب ي ت [……] ف ن ي
13. [………………………] ز و ن ن […………………]
14. [………………………] و[……] ص [………………]

### نقش السفيرة 2 (ب)
المرئي منه 21 سطرًا
1. العهود والخير الذي فعل الآلهة بارفاد وبشعبها. ولا يسمع متيع ايل ولا يسمع ابناؤه
2. لا يسمع عظماؤه ولا يسمع شعبه ولا يسمع كل ملوك ارفاد [……………...…]
3. [……...…] الذين يعورون. فإن تسمع (أن) السلام [………...…]
4. وإن تقل لنفسك وتفكر بلُبك رجل عهود أنا وسأسمع برجايه
5. وابناؤه ونسله. فلا اقدر أن أرسل قوة ضدك وابني ضد ابنك ونسلي ضد نسلك
6. ولا ضربهم ولا محو اسمهم. وإن يقل واحد من أبنائي سأثب على عرش
7. أبي ويتشدق ويتشيّخ ويبغي أبني رأسي لقتلي وتقل لنفسك
8. ليقتل من يقتل(تكونوا) غدرتم بكل آلهة العهود التي في هذا السفر [……]
9. [………………………] وبيت جش وبيت صلل و [……….…………….…]
10. [………...…] وجثة [………...…] على جثة […………………………….…]
11. [………………….…] وفي يوم غضب على كل  [……………………………….…]
12. […………………....…] يأتي إلى أبني وأبناء أبنائي[…………………….…………]
13. من قوة شانئي و[……………………] غدرتم بهذه العهود[…………….…]
14. ولإنسان يظلمنّه وإن يظلم [………………]
15. [………………] تبغي [………………] غدرت
16. بكل آلهة العهود التي في هذا السفر[………………]
17. [………………………..…....…] يتسلط حتى[………………]
18. [………………] الذي يقوى (أكثر) منك[………………]

### نقش السفيرة 2 (ج)
المرئي منه 17 سطرًا ونهايته مشوهة
1. [………………....…] ومن يأمر
2. بمحو هذه الأسفار من
3. بيوت الآلهة أينما ترشم و
4. يقل سأبيد الأسفار […....…]
5. أبيد كتك وملكها
6. ثم يخاف هو من محو الأسفار
7. من بيوت الآلهة فيقول
8. لمن لا يعرف أنا آجرًا سآجر و
9. يقول أمح هذه الأسفار من بيوت
10. الآلهة. بعذاب الاضطهاد ليمت هو
11. وابنه
12. يرفع كل آلهة العهود التي في السفر
13. هذا متيع ايل وابنه وابن ابنه
14. ونسله وكل ملوك ارفاد وكل عظمائها
15. وشعبهم من بيوتهم ومن
16. أيامهم

## نقش السفيرة 3
يتكون من تسع كسر المرئي منه 29 سطرًا، بدايته ونهايته مشوهين، وكذلك هنك تشوه في الوسط
1. أو إلى ابنك أو إلى نسلك أو إلى أحد ملوك ارفاد ويتكلم عليّ أو على ابني أو على ابن ابني أو على نسلي. كما أن أي رجل
2. يبغي نفس منخريه ويتكلم عليّ بكلمات شريرة [.…] تأخذ الكلمات من يده. تسليمًا تسلمها بيدي وابنك
3. يسلم لابني ونسلك يسلم لنسلي ونسل أي من ملوك ارفاد يسلمون لي. ما هو حسن بعيني سأفعل بهم و
4. إلا (تكونوا) غدرتم  بكل آلهة العهود التي في هذا السفر. وأن يفر مني فار. أحد وكلائي أم أحد أخوتي أم أحد
5. مخصيّ أم واحد من الشعب الذي تحت يدي ثم يذهبون إلى حلب. لا تسكب له طعامًا ولا تقل لهم اطمأنوا في مكانكم ولا تختلس
6. نفوسهم مني (بل) ترضيهم رضىً. وتعيدهم إليّ. وإن كانوا لا يقيمون في أرضك فارضوهم هناك حتى أجيء أنا وأرضيهم وإن تختلس نفوسهم
7. مني و تسكب له طعامًا وتقل لهم استقروا في موضعكم ولا تتجهوا إلى مكانه (تكونوا) غدرتم بهذه العهود. وكل الملوك الذين هم من
8. أتباعي أول كل من هو محب لي أرسل سفيري إليه لسلم أو لأية (رغبة من) رغباتي أو يرسل سفيره إلي. مفتوحة
9. لي الطريق. لا تتحكم بي في هذا ولا تحتج إلي عليه. وإلا غدرت بهذه العهود. وإن واحد من أخوتي أو من أحد (من) بيت
10. أبي أو من أحد ابنائي أو من أحد قوادي أو من أحد وكلائي أو من أحد الشعوب التي تحت يدي أو من أحد شانئيّ و
11. يبغي رأسي لقتلي ولقتل ابني ونسلي. إن إياي يقتلوا. تأتي أنت وتنتقم لدمي من شانئيّ وابنك يأتي
12. ينقم لدم ابني من شانئيه وابن ابنك يأتي وينقم لدم ابن ابني ونسلك يأتي ينقم لدم نسلي. وإن مدينة فلتضربوها
13. بالسيف ضربًا. وإن هو أحد أخوتي أو أحد عبيدي أو أحد وكلائي أو واحدًا من الشعب الذي تحت يدي فضربًا تضرب إياه ونسله
14. وعظماءه وأصدقاءه بالسيف. وإلا غدرت بكل آلهة العهود التي في هذا السفر. وإن يرقّ للُبّك وتلفظ بشفتيك
15. أمر قتلي ويرقّ للُبّ ابن ابنك ويلفظ بشفتيه أمر قتل ابن ابني أو يرقّ إلى لُبّ نسلك
16. ويلفظ بشفتيه أمر قتل نسلي وإن يرقّ إلى لُبّ ملوك ارفاد بكل ما يمكن أن يُموّت ابن الإنس (تكونوا) غدرتم بكل
17. آلهة العهود التي في هذا السفر. وأن ينازع ابني الذي سيجلس على عرشي أحد أخوته أو ينحوه فلا ترسل لسانك
18. بينهم وتقل لهم اقتل أخاك أو آسره ولا تطلق سراحه. وإن ترض بينهم رضى فهو لن يقتل ولن يأسر
19. فإن لا ترض بينهم (تكون) غدرت بهذه العهود. والملوك أتباعي (إن) يفر فار مني إلى أحدهم ويفر فار
20. منهم ويأتي إلي. فإن أعاد الذي لي أُعِد الذذي له. أما أنت فلا تخطئ في حقي. وإلا غدرت بهذه العهود
21. ولا ترسل لسانًا في (أمور) بيتي وبين أبنائي وبين أخوتي وبين نسلي وبين شعبي وتقل لهم أقتلوا سيدكم
22. و(لأحدهم) صر خليفة لأنه ليس أحسن منك. فينقم أحدهم لدمي. وإن ترتكب خدعة ضدي أو ضد أبنائي أو ضد نسلي
23. (تكونوا) غدرتم بكل آلهة العهود التي في هذا السفر. أما تل ايم وقراها وسادتها ومقاطعاتها فهي لأبي و
24. لسلالته إلى الأبد. ومثلما ضربت الآلهة بيت أبي وصار لآخرين فالآن أعادت الآلهة تجديد بيت
25. أبي […...] بيت أبي. وعادت تل ايم لبرجايه ولابنه ولابن ابنه ولنسله حتى الأبد و
26. إن يتنازع ابني ويتنازع ابن ابني ويتنازع نسلي مع نسلك حول تل ايم وقراها وسادتها. فمن يرفع
27. [….……….…] ملوك ارفاد [….…………………….…] غدرت بهذه العهود. وإن
28. [….……………………]ويهدون كل ما هو ملك الذي [….…………….…]
29. [….……………….…] كل ما هو جميل و كل ما هو حسن [……………………]

## معرض الصور

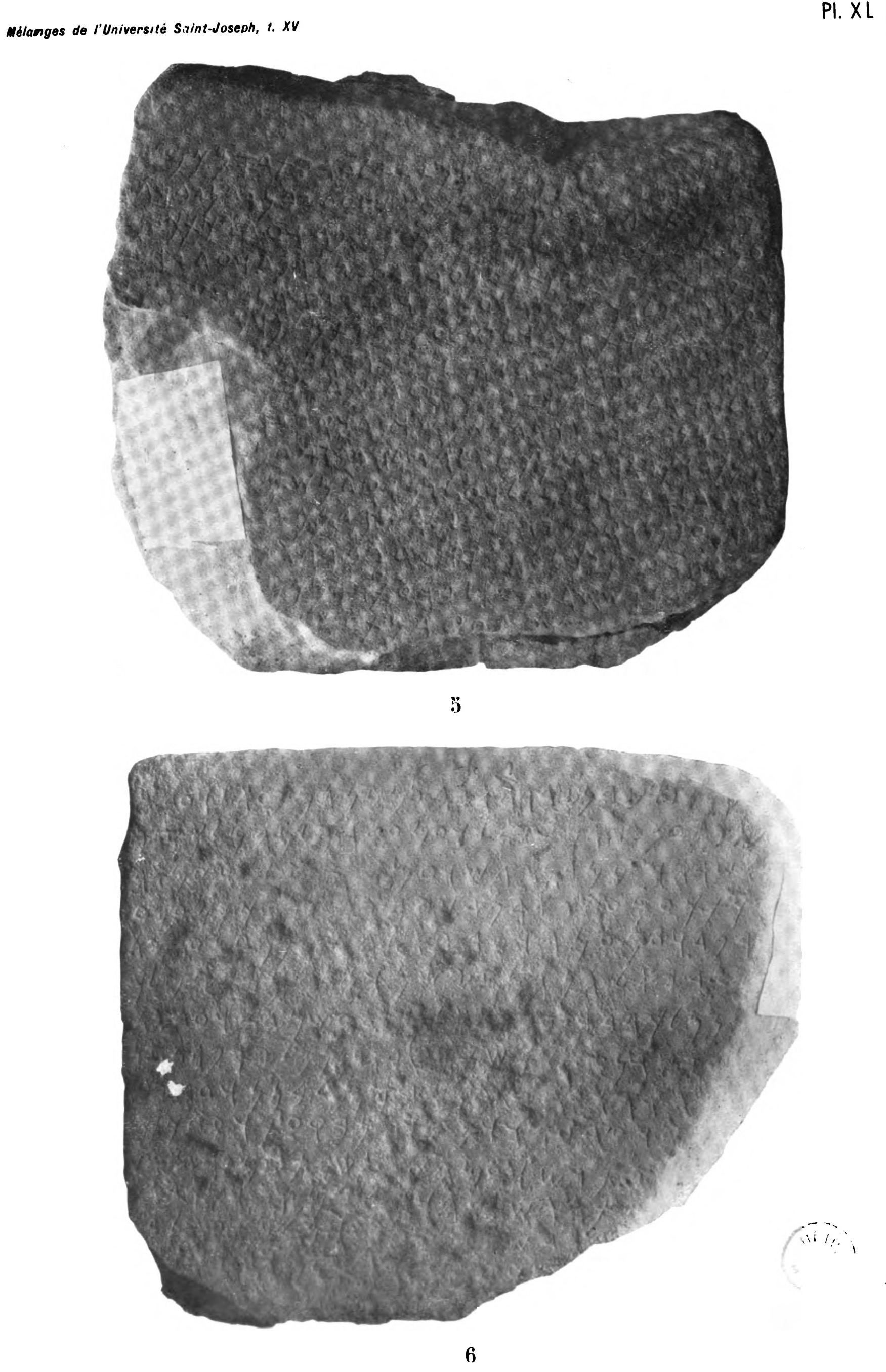
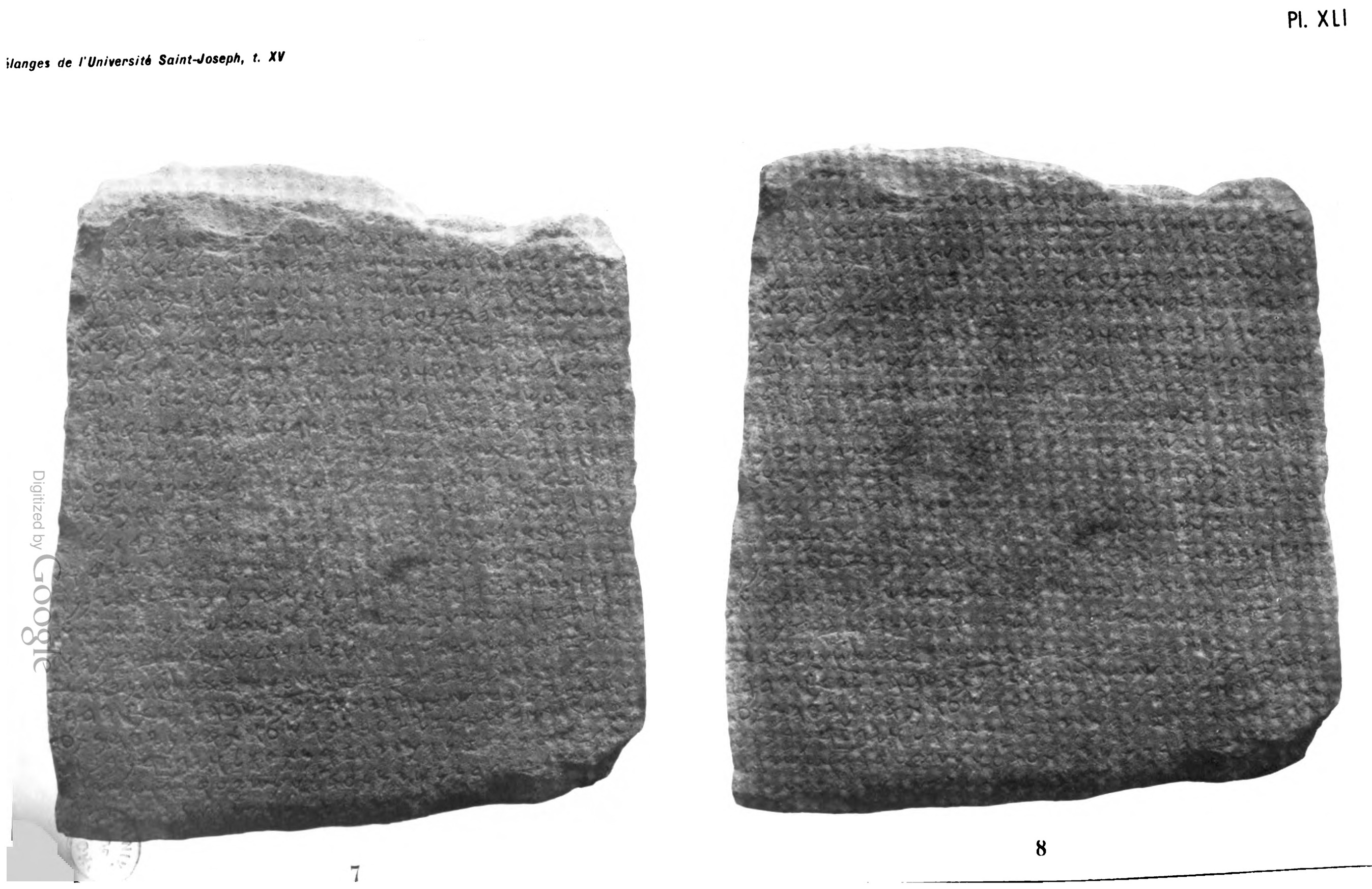
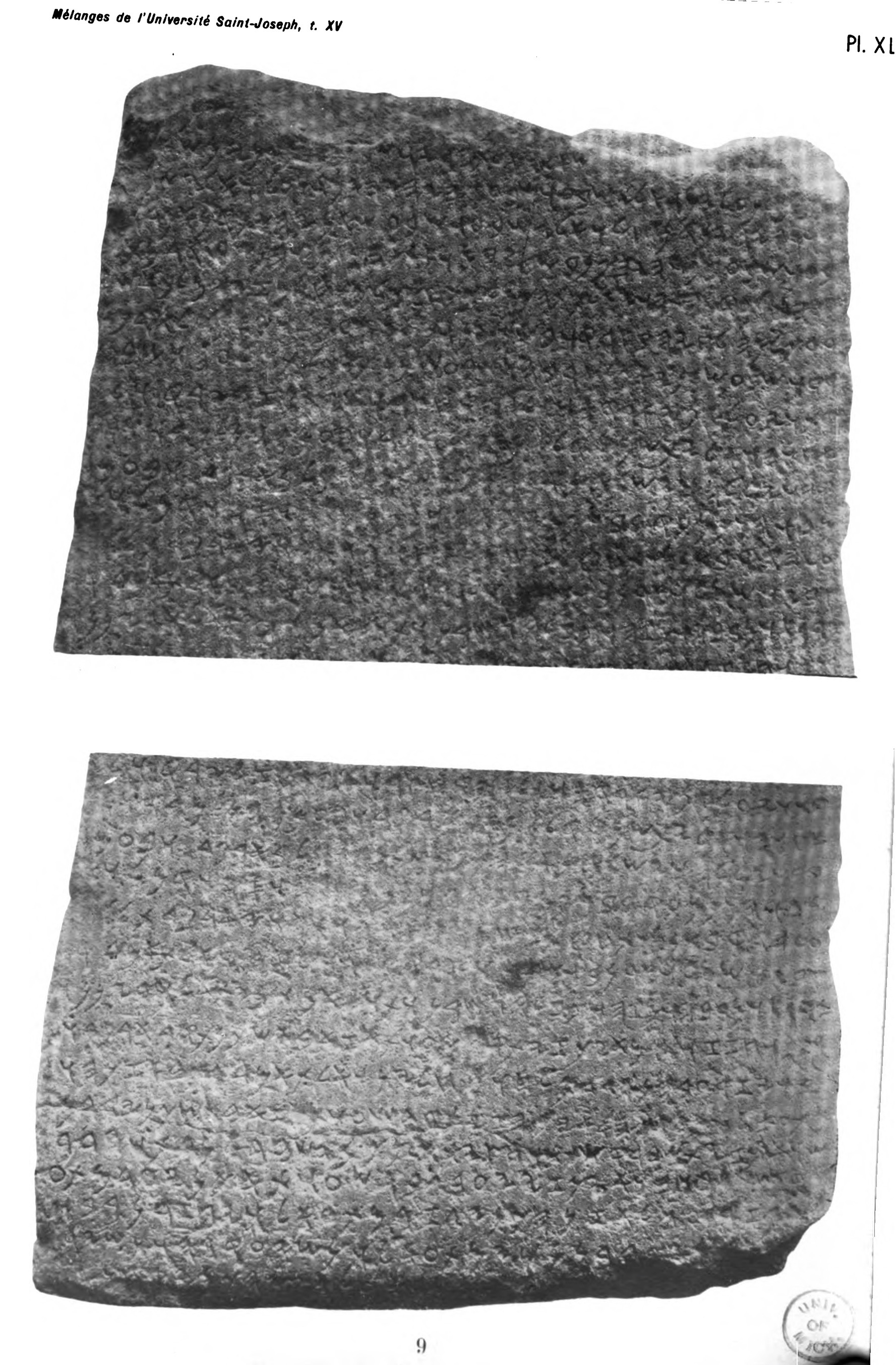
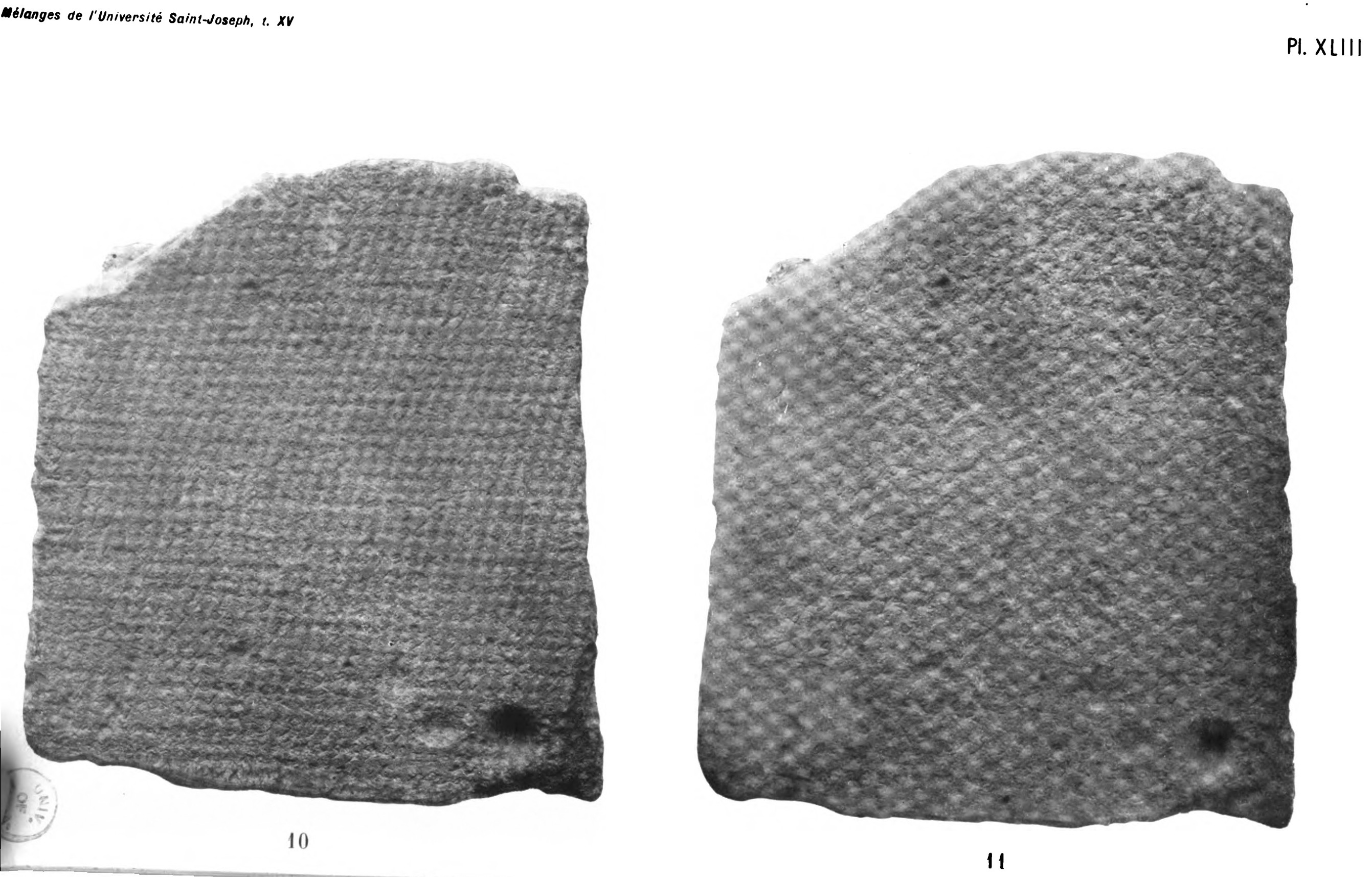
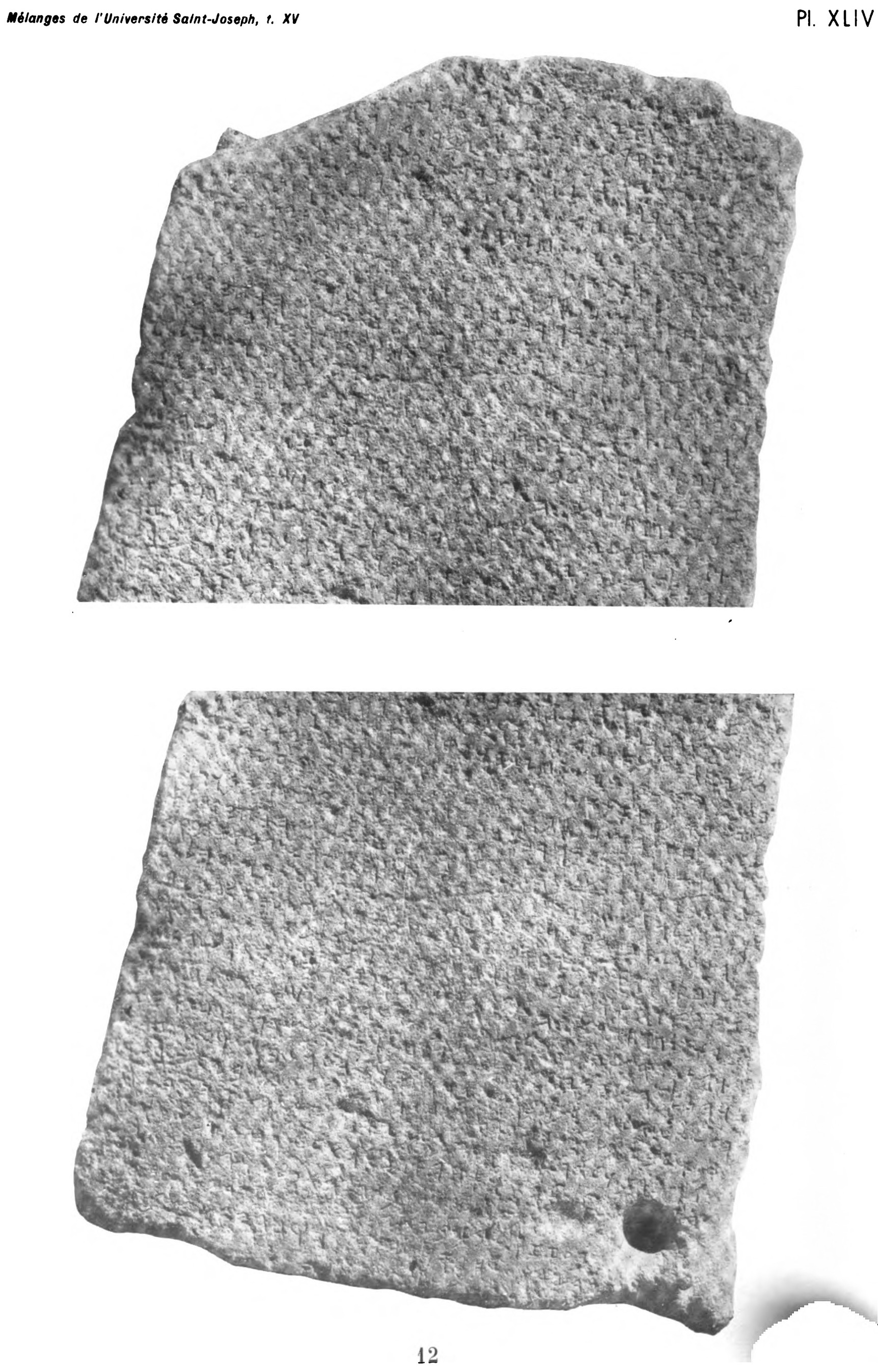
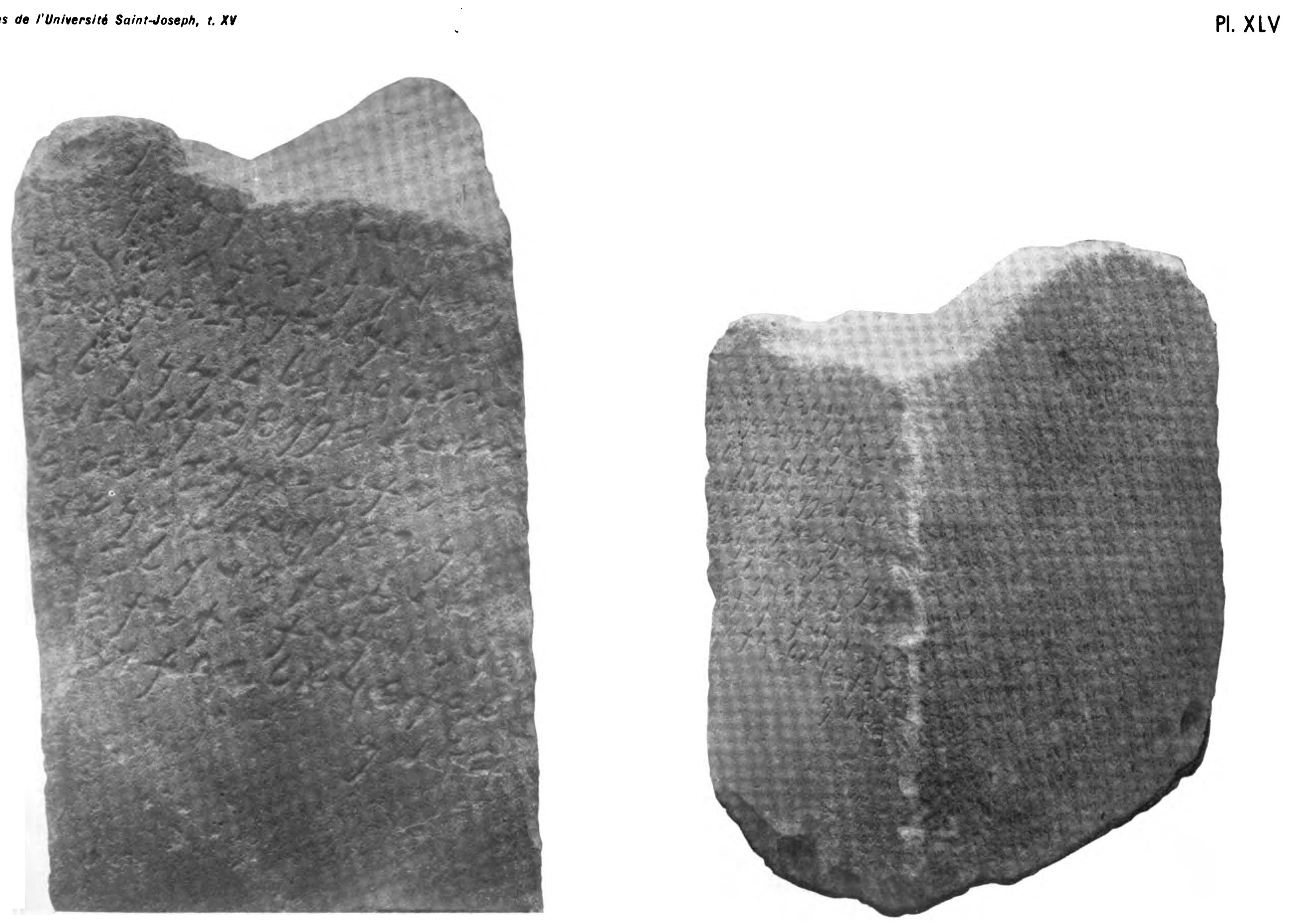
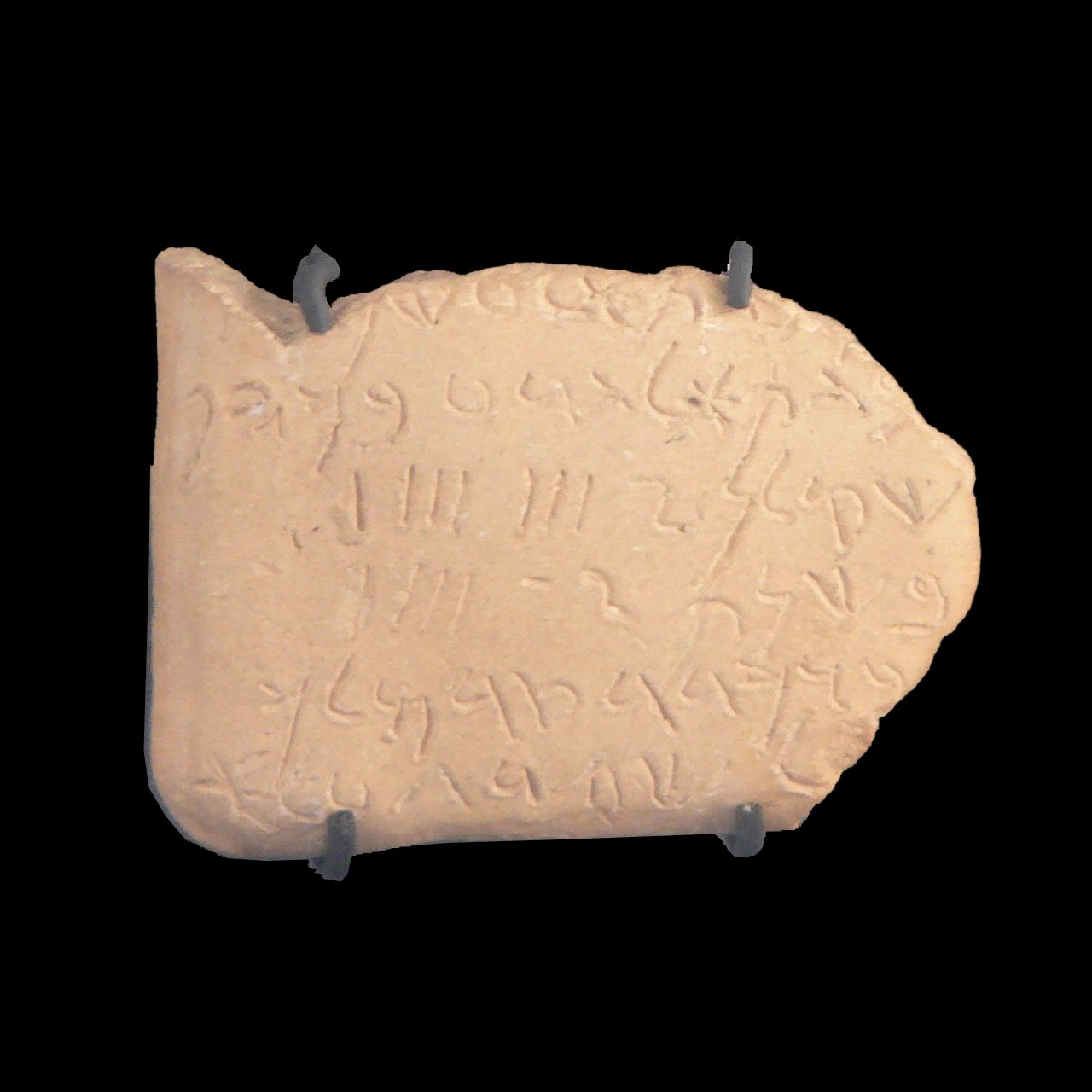
KAI 227, "Starcky Tablet", AO 21063